# Afrosoricida
Afrosoricida är en ordning i klassen däggdjur med arter som förekommer bara i södra och östra Afrika samt på Madagaskar. Dessa arter fyller var sin ekologisk nisch. Ordningen delas i underordningarna guldmullvadar och tanrekar som består av var sin familj.
Tidigare räknade man dessa djur till ordningen Insectivora men idag står de som en egen ordning. Att Afrosoricida har liknande morfologiska egenskaper som vissa medlemmar av ordningen äkta insektsätare förklaras idag med hypotesen att de genomgick en konvergent evolution.

## Kännetecken

### Kroppsbyggnad och extremiteter
Arterna i ordningen är ganska olika i utseende på grund av deras avvikande levnadssätten. Guldmullvadar är liksom mullvadar anpassade till ett liv under jorden. I familjen tanrekar finns vattenlevande djur (till exempel utternäbbmöss som i viss mån liknar uttrar) och arter som liknar näbbmöss (underfamiljen Oryzorictinae) eller igelkottar (underfamilj Tenrecinae). Kroppslängden varierar mellan 4 och 40 centimeter och därtill kommer hos vissa arter en lika lång svans. Vikten ligger mellan 5 gram och 2,4 kg.
Extremiteterna är jämförelsevis korta. Guldmullvadarnas med klor utrustade främre fötter utgör hög specialiserade grävverktyg. Klon vid tredje tån är mycket lång. Tanrekarnas extremiteter är inte specialiserade och har vid varje fot fem tår. Hos bägge grupper är skenben och vadben sammanvuxet vid slutet.

### Huvud och tänder
Huvudet är konformig eller långsträckt och har ofta en spetsig nos. Guldmullvadar saknar ytterörat som flera andra djur med underjordiskt levnadssätt. Tanrekar har däremot ett jämförelsevis stort ytteröra. Ögonen är hos tanrekar är små och hos guldmullvadar täckt med päls samt funktionslös.
Tänderna kännetecknas av spetsiga knölar. Tandformeln är: I 2-3/2-3 C 1/1 P 3/3 M 2-3/2-3, alltså sammanräknad 32 till 40 tänder.

### Inre organ
Arternas matsmältningssystem är enkelt uppbyggd. De har en kort och rörformig tarm och saknar blindtarm. Påfallande är att arternas urogenitala system liksom hos kloakdjur sluter i en enda punkt, den så kallade kloaköppningen. Hos de flesta arterna ligger hannarnas testiklar inne i buken (ett undantag är utternäbbmöss). Detta skiljer de från äkta insektsätare men kanske var denna anatomiska detalj utmärkande för alla ursprungliga däggdjuren. Honornas livmoder är liksom hos äkta insektsätare förgrenade i två segment (Uterus bicornis).

## Utbredning och habitat
Afrosoricida förekommer uteslutande i Afrika söder om Sahara samt på Madagaskar. Tanrekarnas utbredningsområde ligger huvudsakligen på Madagaskar, bara utternäbbmöss lever på kontinenten. Guldmullvadar finns främst i Afrikas södra delar, tre arter lever i mellersta Afrika och på Madagaskar finns inga guldmullvadar.
Tanrekar lever i olika habitat, bland annat i ökenområden, gräsregioner och skogar. Några arter i familjen har anpassad sig för livet i vatten och förekommer därför längs floder och andra vattenansamlingar.

## Levnadssätt

### Allmänt
Levnadssättet riktar sig efter artens kroppsbyggnad eller vis versa. Guldmullvadar tillbringar nästan hela livet under jorden i självgrävda gångsystem. Även i familjen tanrekar finns vissa arter som lever i underjordiska tunnlar, men detta drag är inte lika utpräglad som hos guldmullvadar. De flesta tanrekarna lever däremot ovanpå marken och några även i vattnet. Många tanrekar har sitt bo under jorden. De flesta tanrekar lever utanför parningstiden ensam och undviker kontakt till artfränder.

### Föda
Individer i ordningen Afrosoricida äter främst insekter och andra ryggradslösa djur som daggmaskar. Dessa arter som lever i vattnet har även kräftdjur som föda. I viss mån äter de även mindre ryggradsdjur, as och vegetabiliska ämnen.

### Fortplantning
Det är inte mycket känt om arternas sätt att fortplanta sig. Per kull föds mellan ett och 31 ungdjur (hos vanlig tanrek, som utgör största antalet nyfödda ungar i gruppen däggdjur). Födelsen sker i moderns skyddade bo. Honan uppföder ungarna vanligen ensam. Nyfödda ungdjur är hjälplösa men växer snabbt.

## Systematik

### Yttre systematik
Efter ingående molekylärgenetiska undersökningar räknas ordningen till överordningen Afrotheria som består av djurgrupper med olikt utseende men alla har sitt ursprung på den afrikanska kontinenten. Hur dessa grupper är släkt med varandra är inte helt klarlagt. Enligt en teori är Afrosoricida systergruppen till springnäbbmöss. Dessa två grupper och ordningen jordsvin skulle bilda ett taxon med namnet Afroinsectiphilia.

### Inre systematik
Som nämnd består ordningen av två familjer, tanrekar (Tenrecidae) och guldmullvadar (Chrysochloridae). Guldmullvadar delas på grund av skillnader i örats uppbyggnad i två underfamiljer, Chrysochlorinae och Amblysominae. Familjen tanrekar har fyra underfamiljer som är ganska bra avgränsade från varandra genom deras morfologiska egenskaper. Underfamiljerna är utternäbbmöss (Potamogalinae), ristanrekar (Oryzorictinae), långörade tanrekar (Geogalinae) och egentliga tanrekar (Tenrecinae). Att tanrekar och guldmullvadar är monofyletiska familjer visades av en molekylärgenetisk undersökning. Samtidig förkastades tidigare hypoteser som hävdade att utternäbbmöss är systergruppen till alla övriga medlemmar i ordningen eller att egentliga tanrekar är närmare släkt med guldmullvadar än med de andra tanrekarna.

### Evolution
Att redovisa ordningens evolution med hjälp av fossil är svårt på grund av att det finns bara ett fåtal fynd. Ytterliga problem för klassificeringen av fossilen orsakas av de nämnda morfologiska likheterna med äkta insektsätare. De äldsta kända fynden för både tanrekar och guldmullvadar finns från miocen och de är ganska lika dagens levande arter. Det antas att bägge familjer skilde sig mycket tidigare från varandra. Med hjälp av den molekylära klockan (som med hjälp av skillnader i organismernas DNA bestämmer tiden för separationen av två besläktade taxon) uppskattas att avskiljandet skedde under paleocen eller tidigare.

### Forskningshistoria
När Thomas Edward Bowdich 1821 etablerade en ordning med det vetenskapliga namnet Insectivora ("insektsätare") inkluderades även tanrekar och guldmullvadar. Denna ordning blev sedan föremål för omfattande vetenskapliga diskussioner. Även efter att några taxa som pälsfladdrare, spetsekorrar och springnäbbmöss blev flyttade till egna ordningar var tanrekar och guldmullvadar bundna till insektsätarna. Släktskapet ansågs fram till 1990-talet som fast på grund av överensstämmande morfologiska egenskaper. Trots allt var dock den inre systematiken av ordningen Insectivora omstridd. Till exempel troddes att tanrekar är nära släkt med snabelslidmöss och guldmullvadar skulle vara mullvadarnas släktingar eller en grupp vid insektsätarnas basis (alltså att de uppkom tidigt under ordningens evolution).
Efter intåget av molekylärgenetiska undersökningar i zoologin ändrades forskarnas position helt. År 1997 skilde Mark Springer och andra familjen guldmullvadar från ordningen insektsätare och flyttade djurgruppen till det nybildade taxonet Afrotheria. Ett år senare upptäckte Michael Stanhope och andra att även tanrekar skulle flyttas och att de bildar ett gemensamt taxon med guldmullvadarna. Denna forskargrupp etablerade namnet Afrosoricida. Andra vetenskapsmän föredrar andra beteckningar som Tenrecomorpha och Tenrecoidea, men dessa namn gavs tidigare åt andra djurgrupper, något som kan skapa förvirring. Att Insectivora var en parafyletisk grupp är idag bevisad med flera undersökningar och därför blev den helt upplöst.